# خدمة الأبحاث البرلمانية الأوروبية

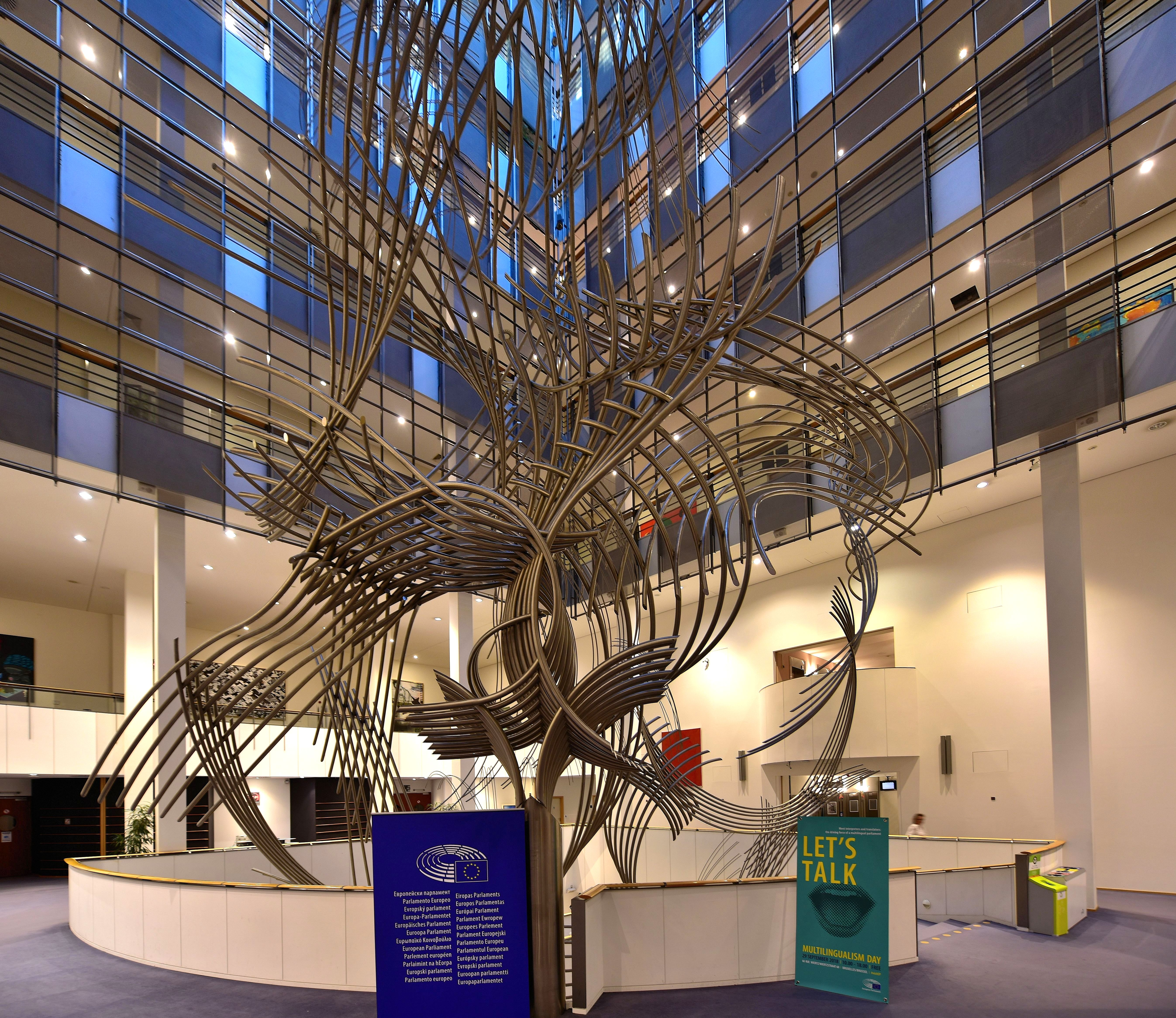
البرلمان الأوروبي، الجزء الداخلي من مبنى بول هنري سباك في بروكسل

خدمة الأبحاث البرلمانية الأوروبية هو قسم الأبحاث الداخلي ومركز الأبحاث التابع للبرلمان الأوروبي. تم إنشاؤه في نوفمبر 2013 كمديرية عامة داخل الإدارة الدائمة للبرلمان، وتتمثل مهمة القسم بمساعدة أعضاء البرلمان الأوروبي واللجان البرلمانية من خلال تزويدهم بتحليل موضوعي ومستقل.